# Finn Wittrock
Peter „Finn” Wittrock Jr. (ur. 28 października 1984 w Lenox) – amerykański aktor i scenarzysta. Znany głównie z serialu American Horror Story, który przyniósł mu nominację do Emmy.

## Życiorys

### Wczesne lata
Urodził się w Lenox w stanie Massachusetts jako syn Kate Claire Crowley, profesor terapii zajęciowej na Uniwersytecie Południowej Kalifornii, i Petera L. Wittrocka, Sr., aktora. Wychowywał się niedaleko teatru Shakespeare & Company, gdzie pracował jego ojciec. Uczęszczał do Los Angeles Conty High School for the Arts. Następnie został przyjęty do prestiżowej szkoły Juilliard School, którą ukończył w 2008.

### Kariera
Związał się z Mechanicals Theatre Group. W 2008 grał tytułowego Romea w tragedii Szekspira Romeo i Julia Shakespeare Theatre Company w Waszyngtonie. Występował jako Eugene Marchbanks w sztuce Candida George’a Bernarda Shawa, a także Słodki ptak młodości Tennessee Williamsa z Diane Lane.
Pojawiał się gościnnie w serialach: Ostry dyżur (2003) i CSI: Kryminalne zagadki Miami (2004). Potem wystąpił jako Damon Miller w 112 odcinkach opery mydlanej ABC Wszystkie moje dzieci (2009–2011).
W 2012 zadebiutował na Broadwayu jako Happy Loman w spektaklu Arthura Millera Śmierć komiwojażera z Philipem Seymourem Hoffmanem w roli Williama „Willy’ego“ Lomana.
Zagrał postać Gabriela w filmie fantasy Akivy Goldsmana Zimowa opowieść (2014) wg powieści Marka Helprina obok takich aktorów jak Colin Farrell, Jennifer Connelly, Russell Crowe i William Hurt. Znalazł się też w obsadzie filmów: Noe: Wybrany przez Boga (2014), Niezłomny (2014) u boku Angeliny Jolie, Big Short (2015) i  La La Land (2016).

## Życie prywatne
18 października 2014 poślubił Sarę Roberts.

## Filmografia
|  | Oczekuje na premierę |

### Filmy
| Rok  | Tytuł                                          | Rola                   | Dodatkowe informacje         |
| ---- | ---------------------------------------------- | ---------------------- | ---------------------------- |
| 2002 | Le Dernier Tour                                | Tigo                   | film krótkometrażowy         |
| 2004 | Miasteczko Halloweentown                       | Cody Trainer           |                              |
| 2010 | Odlot                                          | Warren                 |                              |
| 2014 | Zimowa opowieść                                | Gabriel                |                              |
| 2014 | Noe: Wybrany przez Boga                        | Tubal-Kain             |                              |
| 2014 | Odruch serca                                   | Albert                 | film telewizyjny             |
| 2014 | Niezłomny                                      | Francis „Mac” McNamara |                              |
| 2015 | Zawodnik: Historia prawdziwa Freddie Steinmark | Freddie Steinmark      |                              |
| 2015 | The Submarine Kid                              | Spencer Koll           | również scenarzysta          |
| 2015 | Big Short                                      | Jamie Shipley          |                              |
| 2016 | La La Land                                     | Greg Earnest           |                              |
| 2017 | Połączenia                                     | Nate                   |                              |
| 2017 | A Midsummer Night’s Dream                      | Demetriusz             |                              |
| 2018 | Pusty i głupi gest                             | Tim Matheson           |                              |
| 2018 | Write When You Get Work                        | Jonny Collins          |                              |
| 2018 | Gdyby ulica Beale umiała mówić                 | Hayward                |                              |
| 2019 | Locating Silver Lake                           | Seth                   | również producent wykonawczy |
| 2019 | Sparowani                                      | Steve                  |                              |
| 2019 | The Last Black Man in San Francisco            | Clayton                |                              |
| 2019 | Big Boy Pants                                  | Kyle                   | film krótkometrażowy         |
| 2019 | Judy                                           | Mickey Deans           |                              |
| 2019 | Semper Fei                                     | Jaeger                 |                              |
| 2021 | Weekend tajemnic                               | Bart                   |                              |
| 2021 | Łapiąc oddech                                  | Ethan Davis            |                              |
| 2022 | Głęboka woda                                   | Tony Cameron           |                              |
| 2022 | Najszczęśliwsza dziewczyna na świecie          | Luke Harrison          |                              |
| 2023 | Miasteczko Owl                                 | Laidlaw                |                              |
| 2023 | Origin                                         | August Landmesser      |                              |
| 2024 | Paraliż                                        | Richard                |                              |
| 2025 | Westhampton                                    | Tom Bell               |                              |

### Seriale
| Rok       | Tytuł                                   | Rola                           | Odcinki                   | Dodatkowe informacje                  |
| --------- | --------------------------------------- | ------------------------------ | ------------------------- | ------------------------------------- |
| 2003      | Dowody zbrodni                          | Eric Whitley                   | „Look Again”              |                                       |
| 2003      | Ostry dyżur                             | Thomas Yoder                   | „Strata”                  |                                       |
| 2004      | CSI: Kryminalne zagadki Miami           | Chad Van Horn                  | „Morderstwo w tłumie”     |                                       |
| 2009–2011 | Wszystkie moje dzieci                   | Damon Miller                   | 112 odcinków              |                                       |
| 2011      | Torchwood: Dzień cudów                  | Danny                          | „Rendition”               | czwarty sezon Torchwood               |
| 2012      | Harry’s Law                             | Jimmy Cormack                  | „New Kidney on the Block” |                                       |
| 2012      | Zabójcze umysły                         | Harvey Morell                  | „True Genius”             |                                       |
| 2013      | Prawo i porządek: sekcja specjalna      | Cameron Tyler                  | „W krainie czarów”        |                                       |
| 2013      | Masters of Sex                          | Dale                           | 4 odcinki                 |                                       |
| 2014–2015 | American Horror Story: Freak Show       | Dandy Mott                     | 12 odcinków               | czwarty sezon American Horror Story   |
| 2015      | Deadbeat                                | Max                            | „The Polaroid Flasher”    |                                       |
| 2015–2016 | American Horror Story: Hotel            | Tristan DuffyRudolph Valentino | 9 odcinków                | piąty sezon American Horror Story     |
| 2016      | American Horror Story: Roanoke          | Jether Polk                    | 2 odcinki                 | szósty sezon American Horror Story    |
| 2018      | American Crime Story: Zabójstwo Versace | Jeffrey Trail                  | 4 odcinki                 | drugi sezon American Crime Story      |
| 2019      | Alternatino with Arturo Castro          | Eddie                          | „The Dreamer”             |                                       |
| 2019      | American Horror Story: 1984             | Bobby Richter                  | „Finałowa dziewczyna”     | dziewiąty sezon American Horror Story |
| 2020      | Cake                                    | on sam                         | „Forbidden Love”          |                                       |
| 2020      | Ratched                                 | Edmund Tolleson                | 8 odcinków                |                                       |
| 2021      | American Horror Story: Podwójny seans   | Harry Gardner                  | 6 odcinków                | dziesiąty sezon American Horror Story |

## Teatr
| Rok  | Tytuł                | Rola                          | Teatr / Festiwal              |
| ---- | -------------------- | ----------------------------- | ----------------------------- |
| 2008 | Candida              | Eugene Marchbanks             | Berkshire Theatre Festival    |
| 2008 | Romeo i Julia        | Romeo Monteki                 | Shakespeare Theatre Company   |
| 2009 | The Age of Iron      | Troilos                       | Classic Stage Company         |
| 2011 | The Illusion         | Calisto / Clindor / Theogenes | Signature Theatre Company     |
| 2012 | Śmierć komiwojażera  | Harold „Happy” Loman          | Ethel Barrymore Theatre       |
| 2012 | The Blue Deep        | Jamie                         | Williamstown Theatre Festival |
| 2012 | Słodki ptak młodości | Chance Wayne                  | The Goodman Theatre           |
| 2013 | The Guardsman        | aktor                         | The Kennedy Center            |
| 2016 | Otello               | Michael Cassio                | New York Theatre Workshop     |
| 2017 | Szklana menażeria    | Jim O’Connor                  | Belasco Theatre               |
| 2022 | 2:22 A Ghost Story   | Sam                           | Ahmanson Theater              |

## Nagrody i nominacje
| Rok  | Nagroda                                              | Kategoria                                                          | Nominacja                               | Rezultat  |
| ---- | ---------------------------------------------------- | ------------------------------------------------------------------ | --------------------------------------- | --------- |
| 2012 | Theatre World Awards                                 | Theatre World Award                                                | Śmierć komiwojażera                     | Wygrana   |
| 2012 | Clarence Derwent Awards                              | Najbardziej obiecujący aktor                                       | Śmierć komiwojażera                     | Wygrana   |
| 2015 | Nagroda Doriana                                      | Najbardziej obiecująca gwiazda                                     | on sam                                  | Nominacja |
| 2015 | Critics’ Choice Television Awards                    | Najlepszy aktor drugoplanowy w filmie telewizyjnym lub serialu     | American Horror Story: Freak Show       | Nominacja |
| 2015 | Fangoria Chainsaw Awards                             | Ulubiony aktor drugoplanowy w telewizji                            | American Horror Story: Freak Show       | Nominacja |
| 2015 | Primetime Emmy Awards                                | Najlepszy aktor drugoplanowy w miniserialu lub filmie telewizyjnym | American Horror Story: Freak Show       | Nominacja |
| 2016 | Critics’ Choice Movie Awards                         | Najlepsza obsada                                                   | Big Short                               | Nominacja |
| 2016 | National Board of Review Awards                      | Najlepsza obsada                                                   | Big Short                               | Wygrana   |
| 2016 | Nagroda Gildii Aktorów Ekranowych                    | Najlepsza obsada w filmie                                          | Big Short                               | Nominacja |
| 2016 | Washington D.C. Area Film Critics Association Awards | Najlepsza obsada                                                   | Big Short                               | Wygrana   |
| 2018 | Primetime Emmy Awards                                | Najlepszy aktor drugoplanowy w miniserialu lub filmie telewizyjnym | Zabójstwo Versace: American Crime Story | Nominacja |